# Mega Shark vs Crocosaurus
Mega Shark vs Crocosaurus is een Amerikaanse monsterfilm uit 2010 van The Asylum, met Jaleel White en Robert Picardo. De film is een vervolg op Mega Shark vs Giant Octopus uit 2009.

## Verhaal
De wereld wordt opnieuw bedreigd terwijl een gigantische krokodil (Crocosaurus) en een reusachtige haai (Mega Shark) het tegen elkaar opnemen.

## Rolverdeling
| Acteur         | Personage                                                             |
| -------------- | --------------------------------------------------------------------- |
| Jaleel White   | Dr. Terry McCormick                                                   |
| Gary Stretch   | Nigel Putnam, een premiejager                                         |
| Sarah Lieving  | Agent Hutchinson                                                      |
| Robert Picardo | Admiraal Calvin                                                       |
| Gerald Webb    | Jean                                                                  |
| Hannah Cowley  | Legatt, een rijke zakenvrouw, vertegenwoordigster van het Mijnbedrijf |